# Stenoporpia satisfacta
Stenoporpia satisfacta är en fjärilsart som beskrevs av Barnes och Mcdunnough 1916. Stenoporpia satisfacta ingår i släktet Stenoporpia och familjen mätare. Inga underarter finns listade i Catalogue of Life.